# اچ‌دی ۱۲۶۰۰۹
اچ‌دی ۱۲۶۰۰۹ یک ستاره است که در صورت فلکی گاوران قرار دارد.